# アインザッツ
アインザッツ（ドイツ語: Einsatz）
- 本来「賭け」や「（労働力などの）投入」、「出動」などの意。

1. 音楽に関して用いる場合は、休止後における歌い始め、奏し始めの瞬間のことを指す。Satzには「文章」という意味があり、ここでは楽節を指している。反対に音の終わりの瞬間を「リリース」という。
2. 月刊アニメディア（学研パブリッシング）で連載された小説。山本寛作の単行本として発行された高等学校の吹奏楽部を題材にした小説。学研パブリッシングより全3巻でドラマCD化されている。本稿で記述する。
3. 上記の流れを組み、高等学校の吹奏楽を採り上げる季刊誌。学研パブリッシング発行で声優アニメディア別冊。

『アインザッツ』は、山本寛による日本の小説作品。イラストは平松禎史が担当。

## 概要
月刊アニメディアにおいて2008年8月号において予告が掲載された後、翌月号の9月号から2009年5月号まで連載され、2010年11月に単行本が発売された。単行本でも挿絵を担当していたが雑誌連載においても挿絵が用意されており、どちらも平松禎史が担当している。アニメーション監督である山本による商業初の小説作品となっている。
単行本においては、付録として本作のために天野正道が描きおろした楽曲「ウィンクルム」の音源と映像（演奏は尚美ウィンドオーケストラ、指揮は天野正道）と全パート譜がPDF形式で収録されている。
続編として雑誌「アインザッツ」Vol.1に「アインザッツ2（ツバイテ）」の連載が開始したが2号以降は休載となり、全4号で休刊してしまうが、その後も掲載誌を移籍する等の連載の再開はなされていない。

## あらすじ
関西にある進学校の関西学芸大学付属第二高等学校にある吹奏楽部は、前年度まで指揮を務めていた学外の指揮者の車治夫に新年度の指揮を断られ、苦慮していた。副部長の橘は学生指揮で金賞を取った経験のあるOB「頼場駈呂」に依頼することを主導する。
その駈呂は、在学中に起きた事件のトラウマにより吹奏楽とは無縁の生活を送っていたが、橘の懇願に近い説得により、吹奏楽部を訪問することになった。
吹奏楽部で成り行きに近いながらも指揮棒を握ると、1年生は音楽の基本的な意味がわからずただ戸惑っている状態であった。仕上がりとは程遠い状態で指揮を受けるか悩む頼場だったが、橘の熱心な説得に折れ、指揮を引き受けることになった。
その後実力不足の1年生の有馬などに個別レッスンをするなど、精力的に取り組むもふざけ気味の部員や戸塚の横やりに苦慮しながら務めていた。
頼場の指揮就任後初の披露する舞台である「二高祭」では、練習不足による部員の一人の失敗から連鎖的にミスが生じてしまい大失敗に終わってしまう。
その後部の空気は弛緩する部員と熱意を持った部員の2極化となり、次のコンクールに向けた夏合宿ではそのまとまりのなさやOBの横槍で混乱がピークに達し、頼場は怒り練習場から退出してしまう。
結果的に頼場や橘や部員がコンクールでの金賞へ向けて団結し、実力もつけていく。
そして実力を出しきったと自負していたコンクールの結果は銅賞で、講評のコメントが「自分の趣味ではない」という偏屈なもので部内は意気消沈する。頼場も失意を抱えながら責任をもって指揮を退任する。
コンクール以降は頼場は半ば引きこもりのような生活を送り大学にも通わなくなるほどに追い詰められる一方、吹奏楽部からは様々な行事への指揮の就任を要請されるもすべて断っていた。
仕方なく吹奏楽部は頼場の前任の車や学生指揮者にその行事の際だけの指揮者に就任してもらう苦肉の策をとっていた。
年度が代わり38期生が3年時になると3年時の学生は慣例的に引退となったが2年生も退部者が続出し、吹奏楽部は小編成でも演奏出来ないほど部員不足に陥っていた。
そして、引きこもり生活を続けていた頼場は徐々に大学に通うようになり、ある日有馬から家庭教師の依頼の電話があり、それを引き受けることにより定期的に有馬と会うことになった。
その中、吹奏楽部内では指揮者を決定しようという機運が高まり選定が行われていたが、話し合いばかりの空気に有馬は吹奏楽部を辞める意思があるということを頼場に打ち明けており、頼場の指揮就任を依頼していたが頼場は言葉を濁すだけだった。
直後、OBの戸塚は部内での了解も取らず勝手にOBの指揮者を決め吹奏楽部に押し付ける暴挙を取った結果、OB派と頼場派に別れ部内は混乱に陥ってしまい有馬は退部届を提出してしまう。
この自体に部長の及原からも部がバラバラという相談が来るが明確な言葉も言えずその場を濁してしまう。
数日後実家から呼び出しがかかり、父親から生活の心配とともに「二高」のコンクールの話を受ける。悩んでいた頼場へアドバイスするとともに二高の部員の人数でギリギリ対応可能な小編成の楽曲「ウィンクルム」の楽譜を渡す。
そして、頼場は腹をくくり、部長の及原に事前に電話をして「ウィンクルム」を使用して部内の同意を得れば指揮を引き受けることを伝えた。
翌日「二高」の吹奏楽部を訪れて部員にひとりずつ「ウィンクルム」の楽譜を渡し、部員にこの曲を持ってコンクールに勝ちたいこととそれまで悩んでいた事情を打ち明けた。そして頼場派ではない部員への質問にも答えた結果部内のイニシアチブを取り改めて指揮に就任する。
しかし小編成といってもウィンクルムに規定された人数から二人足りず、引退した38期生から集めることになった。
まず副部長の古野の説得を受けた面毛が復帰し、橘の説得に乗り出したがそれだけでは即復帰とはならず、頼場も直接橘に説得することになったが、橘は頼場の依頼を引き受け復帰することになった。
その後何度か戸塚の横槍はありつつも、戸塚の行動力を活かす最善策を取りコンクール前の夏の二高祭へ向けて基本練習に集中し、パートを越えての意見交換も深まり団結することになった。迎えた二高祭では通して演奏しただけだがOBたちの評判は上々でその勢いを持ってコンクール直前の夏合宿を迎えた。
夏合宿では引退していた3バカを含む38期生も雑用や指導など積極的に関わり、頼場と同期のOBも熱意を持って指導にあたり確実に実力と団結は深まっていった。
そしていよいよコンクールの日を迎えたが「二高」吹奏楽部が演奏した「ウィンクルム」は大きなミスもなく演奏を最後まですることができた。また演奏後には客席から「ブラボー」という言葉が投げかけられている。結果発表となり「関西学芸大学付属第二高等学校 ゴールド金賞」と発表され大阪府大会への出場が決定した。

## 登場人物

### 主要人物
頼場 駈呂（らいば かろ）
声 - 島﨑信長
主人公。大学生で文学部在学。3年前まで関西学芸大学付属第二高等学校に通学していたOBで吹奏楽部のOBでもある。35期生。在学中高校2年生時に学生指揮として金賞を取ったが翌年に部全体でOBとの対立を契機にトラブルが起き吹奏楽から手を引き音楽からも離れようと考えていた。
橋 久奈（はし ひさな）
声 - 大坪由佳
トランペットパート担当で38期生。吹奏楽部の副部長。コンクールの金賞を目指し、学生指揮で金賞を取ったカロに指揮を委ねようと考え、指揮者就任を要請する。アダ名はクナ。部内でのトランペット演奏の能力はピカイチ。コンクールの結果が銅賞となった責任を感じカロが吹奏楽部に寄りつかなくなった後も連絡役を務めていた。高校2年生終了時に引退するという慣例に則って退部し、春の定期演奏会以降は吹奏楽を辞める覚悟を伝えていたが、コンクールに参加する際の人手不足で困っていたカロや友人達の説得により現役復帰する。ドラマCDでは語りをつとめている。

### 第38期生
小島 律子（こじま りつこ）
声 - 福沙奈恵
フルート担当でパートリーダー。役所とは恋愛関係にある。OBの戸塚を毛嫌いしており戸塚が参加するとわかった際には普段は参加している吹奏楽部には参加しないほどで自身のクラスの仕事を優先してしまう。それが仇となり学校祭の「二高祭」では練習不足による大失敗を起こしてしまいそれを契機に必死で練習に取り組むようになる。
役所 豊（やくしょ ゆたか）
声 - 桑畑裕輔
サックスパート担当で部長を担当。コンクールでは代表者として表彰状を受け取った。
面毛 玲夢（めんげ れむ）
声 - 上田麗奈
トロンボーンパート担当。3年生時になる際に引退していたが、古野の誘いを受けて復帰し、久奈の復帰を働き掛ける。
須藤 来宇子（すどう きょうこ）
声 - 田島侑佳
クラリネット担当のパートリーダーでバンドマスター。比較的無口で意見を言わなかったがカロが指揮に就任してからの初の合宿で吹奏楽についての思いを皆に打ち明けた。それ以降はコミュニケーションを密にして合宿での合奏を主導していった。アダ名はキョン。
富津 杜功（とみつ もりお）
声 - 大畑伸太郎
パーカッション担当でパートリーダー。部活の参加率が低い、吹奏楽部の3バカの一人でカロに反発するが夏合宿を機に態度を改め熱心に練習を心がけるようになる。
安藤 武（あんどう たけし）
声 - 大原崇
トロンボーン担当で富津と同じく「3バカ」の一人。アダ名はタッキー。
里比 太（さとい ふとし）
声 - 石井一貴
チューバのパートリーダー。「3バカ」の一人。
蔵臼 典子（くらうす のりこ）
トランペットパート担当。

### 第39期生
有馬 真理（ありま まり）
声 - 小岩井ことり
クラリネット担当。全くの初心者として入部したため演奏がおぼつかない。そのためカロが指揮に就任した後は個別レッスンを受けることになりメキメキと上達した。カロが指揮を降り吹奏楽部に寄りつかなかった後には家庭教師を依頼する。カロが家庭教師になった後しばらくして部の状況を話部を辞めたい意向をカロに打ち明ける
及原 代布子（おいはら ようこ）
声 - 諏訪彩花
ホルンパート担当。役所が辞めた後に部長に就任する。カロが指揮して銅賞に終わったコンクール後に崩壊した吹奏楽部を建て直そうと奔走する。
古野 若菜（ふるの わかな）
声 - 巽悠衣子
ユーフォニウムパート担当。及原が部長に就任するとともに副部長に就任して持ち前の明るさで支えている。お下げ髪が特徴。
篠堀 寿世（しのほり ことよ）
声 - 西山宏太朗
クラリネット担当。戸塚が持ってきたOBの指揮者案に賛成していた。
呉平 雄斗（くれだいら ゆうと）
声 - 前田弘喜
アルト・サックスパート担当。発言が雰囲気に合わないことを良く言うが部内でのブレーキ役となっている。
数子 麗央（かずこ れお）
声 - 巽悠衣子
フルートパート担当。同じパートだった先輩の律子にあこがれている。

### OBやその他の人物
戸塚 新二（とつか しんじ）
声 - 檜山修之
OB、バス・トロンボーン担当。アダ名はトツシン先輩。吹奏楽部にたびたび訪れ口を出し、色々引っ掻き回すトラブルメーカーだが、その行動力が求心力を得て前進への推進力となる面もある諸刃の剣的存在。カロより4歳上の先輩でカロの学生時代にはカロ達の在学生と激しく対立した。同じOBの車とは犬猿の仲で車がいる間は吹奏楽部に顔を出さなかった。大食漢。
車 治夫（くるま はるお）
声 - 藤原啓治
OB、指揮担当。カロが就任する前に指揮を担当し、小編成ながら優勝に導く。翌年の指揮を断りカロに託す。
倉尾 亜土（くらお あど）
声 - 大畑伸太郎
OB、パーカッション担当でカロの同級生だった。
鈴倍 次英（すずば つぐひで）
声 - 大原崇
OB、トランペット担当、頼場の同級生で現役時代は部長を務めていた。作曲家志望で音にはこだわりがある。飲み会の席でカロをフォローした。
露林 真是（つゆばやし まこと）
OB、ホルン担当。こちらもカロの同級生でカロが参加したOBの飲み会でも登場する
駈呂の父
声 - 置鮎龍太郎
プロの音楽家で市民バンドの指揮を勤めている。実家に悩んでいたカロを呼び寄せて、帰ってきたカロの話を聴いた後に小編成でも演奏できる楽曲「ウィンクルム」を渡す。

## 書誌情報
『アインザッツ』、学研パブリッシング発行、学研マーケティング発売。
- 2010年11月9日発行、ISBN 978-4-05-404749-5

## ドラマCD
学研パブリッシングより発売、全3巻。ボーナストラックとして各巻それぞれ、東海大学付属高輪台高等学校吹奏楽部演奏による楽曲が収録されている。
第1巻にはカタロニアの栄光、第2巻にはキャンディード序曲、第3巻にはウィンクルムの演奏が収録されている。ブックレットには用語集のほか原作者、島﨑信長、大坪由佳のインタビューが各巻収録されている。
1. Vol.1、2013年8月27日発売　品番:GPL-AENT00087
2. Vol.2、2013年11月27日発売　品番:GPL-AENT00089
3. Vol.3、2014年1月29日発売、品番：GPL-AENT00093

### スタッフ（ドラマCD）
- 企画・制作 - 学研パブリッシング
- 原作 - 山本寛
- イラスト - 平松禎史
- シナリオ - 宮本ともこ
- 音響監督 - 小泉紀介
- ミキサー - 砂押知宏
- 音響効果 - 稲田祐介
- 音響制作 - 神南スタジオ
- 制作協力 - 東海大学付属高輪台高等学校吹奏楽部
- プロデューサー - 高橋充
- エグゼクティブプロデューサー - 三木浩也